# Stormartilleri
Stormartilleri (tysk: Sturmgeschütz engelsk: assault gun) er en kanon eller haubits, som er monteret på et motorkøretøj eller pansret chassis. Det er udformet til brug ved direkte beskydning som støtte for infanteri, når det angriber andet infanteri eller befæstede stillinger.
Historisk havde det specialbyggede fuldt pansrede stormartilleri sin kanon eller haubits monteret i et lukket kasemat på et kampvogns-chassis. Brugen af kasematter i stedet for kanontårne begrænsede kanonens skudfelt, men var billigere at fremstille og var ikke tilbøjeligt til så mange mekaniske fejl. Den bedre plads og lavere vægt af en model uden tårn gjorde det muligt at montere en større kanon eller tilføje tykkere frontpanser på et givet chassis. I de fleste tilfælde havde disse tårnløse køretøjer også en lavere profil som mål for fjenden.

## Udvikling
Som ophavsmand til stormartilleriet regner man general Erich von Manstein, som i 1935, mens han var leder af operationsafdelingen i hærens generalstab, forlangte et moderne og terrængående støttevåben til infanterienhederne.
Udgangspunktet for hans fordring var krigserfaringerne i 1918 hvor rene infanterienheder kun med stort besvær kunne bryde gennem de fjendtlige linjer. Årsagen hertil var de fjendtlige maskingeværstillinger, som selv ved kraftig støtteild fra artilleriet aldrig helt kunne sættes ud af spillet og forårsagede store tab for det angribende infanteri.
Stormartilleriets hovedopgaver var således nedkæmpelse af fjendtlige stillinger. For at kunne opfylde denne opgave måtte stormartilleriet nærme sig den fjendtlige hovedkamplinje og efter ved selvsyn at have identificeret modstandsrederne bekæmpe disse på kort afstand. Ud fra disse krav opstod disse retningslinjer for konstruktionen:
- Tilstrækkelig pansring til at kunne modstå fjendtlig infanteribeskydning.
- Terrængående
- Hovedvåben med stor virkning overfor bløde mål
- Lav profil, som ikke i væsentlig grad skulle overskygge eget forangående infanteri.

Resultatet var et pansret bæltekøretøj, som var udstyret med en kort 7,5 cm infanterikanon og "kun" var 1,96 m høj (til sammenligning var en Panzer III 2,45 m høj). Der blev givet køb på et drejeligt tårn, og der blev heller ikke indbygget et maskingevær som sekundærvåben. Valget af en kortløbet infanterikanon viste sig senere, på grund af dens ringe gennemtrængningskraft overfor pansrede mål, at være en dårlig ide.
Den mest producerede tyske model var Sturmgeschütz III (StuG III), som var baseret på chassiset til Panzer III. Den var udstyret med en 75 mm kanon med høj mundingshastighed, så køretøjet både kunne anvendes som støtteartilleri og ved kampvognsbekæmpelse. Der blev i alt fremstillet 10.500 eksemplarer. Tyskerne fremstillede også stormartilleri baseret på de øvrige kampvognsmodellers chassis. Fra slutningen af 1943 blev der fremstillet ca. 1.100 Sturmgeschütz IV. Angrebsartilleri baseret på Tiger kampvognen blev kun fremstillet i mindre antal.
I Sovjetunionen begyndte man i 1939 at eksperimentere med stormartilleri og allerede under den Sovjetisk-finske Vinterkrig blev der indsat en prototype (SU-100Y). Ud fra erfaringerne fra krigen mod Tyskland blev der fra 1942 i stigende grad udviklet stormartilleri (SU-122, ISU-122, SU-152, ISU 152) og kampvognsjægerne (SU-85, SU-100)

## Egenskaber

### Fordele
- Lav silhuet, så køretøjet var lettere at skjule og sværere at træffe.
- Lavere fremstillingspris end for kampvogne, da de ikke var udstyret med et dyrt drejeligt tårn. Prisforskellen mellem en StuG III og en tilsvarende Panzer III var ca. 20 %.
- Vidtgående standardisering af motor- og drivværkskomponenter sammen med tilsvarende kampvogn. Herved opnåedes forenklet vedligeholdelse og reservedelshåndtering.
- Ved samme pansring og bevæbning var de lettere og dermed mere terrængående end kampvognene eller kunne påmonteres et tykkere panser og større våben uden at overbelaste drivværket.

### Ulemper
- Da tårnet ikke kunne drejes, var angrebsartilleri ikke velegnet til kamp i byområder.

Hvis et af køretøjets bælter blev ødelagt, kunne det stadig i et vist omfang bruges i kamp, da det kunne drejes ved at bevæge det andet bælte frem og tilbage, men det kunne naturligvis ikke flyttes til et andet sted.

## Indsats i 2. Verdenskrig
Det var fortrinsvis Tyskland og Sovjetunionen, der anvendte stormartilleri under 2. verdenskrig.
Bataljoner af stormartilleri – i reglen StuG IIIer erstattede ofte den planlagte kampvognsbataljon i de tyske pansergrenader divisioner på grund af den kroniske mangel på kampvogne. Uafhængige bataljoner af stormartilleri blev indsat for at afstive infanteridivisioner, og StuG IIIs evner indenfor bekæmpelse af kampvogne bidrog kraftigt til at det lykkedes tyskerne at trække krigen i langdrag efter at de havde mistet det strategiske initiativ. Der opstod imidlertid problemer fordi den tyske hær anså køretøjerne for artilleri, selv om de burde indsættes som kampvogne. Derfor var stormartilleriet ikke underlagt kampvognsenhederne, hvilket reducerede deres effektivitet.
Under indsats skulle stormartilleriet rykke frem sammen med eget infanteri og nedkæmpe identificerede modstandsreder. Det var ikke meningen at stormartilleriet skulle rykke frem på egen hånd, og det var heller ikke meningen at det skulle gennemføre beskydning på lang afstand.
Da stormartilleriet ikke havde et drejeligt tårn var det nødvendigt under kamp at dreje hele køretøjer nogenlunde i retning af målet og derefter foretage finjusteringen ved at dreje kanonen ved hjælp af håndtag.
I løbet af krigen skiftede tyngden i indsatsen i retning af bekæmpelse af kampvogne. Det førte til at man i perioden fra 1941 til 1945 indførte stadig mere panserbrydende kanoner. Samtidig blev pansringen øget og stormartilleriet blev udformet, så det bedre kunne modstå træffere. Det således ændrede stormartilleri blev udover indsættelse i infanteridivisioner også i stigende omfang tildelt panserdivisioner som erstatning for almindelige kampvogne. Selv om det senest fra 1943 stod klart at tyngdepunktet i anvendelsen var skiftet til kampvognsbekæmpelse blev betegnelsen stormartilleri bibeholdt.
Hvor meget man havde bevæget sig væk fra det oprindelige koncept kan ses af at man på tysk side forsøgte at vende tilbage til det oprindelige koncept med bygningen af Sturmhaubitze 42.
Britiske og amerikanske styrker indsatte også køretøjer, som var udformet til at give nærstøtte, men det var konventionelle kampvogne, hvis eneste ændring var, at den sædvanlige kampvognskanon var udskiftet med en haubits. Blandt disse var der M4(105), en M4 Sherman kampvogn bevæbnet med 105 mm haubits. Der var også Mark IV versionen af Centaur kampvognen og Mark V og Mark VIII versionerne af Churchill kampvognen som var udstyret med 95& mm haubitser. I takt med at de allierede blev mødt af stadig færre tyske kampvogne, især i Italien, blev en række amerikanske tank destroyer enheder anvendt som stormartilleri som støtte for infanteriet.
AVRE versionen af Churchill kampvognen var udstyret med en morter, som affyrede et 18 kg tungt højeksplosivt projektil (med øgenavnet Den flyvende affaldsspand) 150 yards (137 m). Dens opgave var at angribe befæstede stillinger, såsom bunkers på kort afstand (se Hobart's Funnies).

## Senere anvendelse
I tiden efter 2. verdenskrig udvikledes der køretøjer, som passede ind i kategorien stormartilleri, som havde lav vægt, kunne indsættes fra luften, og foretage direkte beskydning til brug for de luftbårne styrker. De var enten baseret på jeeps eller små bæltekøretøjer og de luftbårne tropper kæmpede således altid med et klart handicap hvad angik tunge våben. Sovjetunionen og USA var mest optaget af at give de traditionelt let bevæbnede luftbårne styrker nogle sådanne. Deres løsninger lignede hinanden. USA udviklede M56 Scorpion og USSR udviklede ASU-57 som begge grundlæggende var lette panserværnskanoner, som kunne nedkastes fra luften.
Sovjetunionen fortsatte med at udvikle en forbedret udgave af en luftbåren kanon, ASU-85, som var i tjeneste igennem 1980'erne, mens deres SU-100 forblev i tjeneste i kommunistiske lande, herunder Vietnam og Cuba i årevis efter 2. verdenskrig. Den amerikanske M56 og et andet tilsvarende køretøj M50 Ontos, blev det sidste mere traditionelle stormartilleri i amerikansk tjeneste. Improviserede opstillinger, såsom M113 PMVer med rekylfri rifler blev hurtigt udskiftet med panserværnsraketter.
Det eneste køretøj, som havde stormartilleriegenskaber efter udfasningen af M50 og M56 var M551 Sheridan. Sheridankampvognens kanon havde en lav mundingshastighed, som kunne bruges i stormartilleri rollen, men med tilføjelsen af Shillelagh missilet kunne den også fungere i panserværnsrollen. Det er imidlertid vigtigt at huske, at Sheridan kampvognen ikke blev udviklet som stormartilleri, men som et let rekognosceringskøretøj.
I øjeblikket lader der til at være en bevægelse i retning af køretøjer med hjul, der fungerer som "tank destroyer" eller "stormartilleri", idet amerikanerne afprøver M1128 Stryker MGS. Den italienske Centauro tankdestroyer og den franske AMX 10 RC tunge panservogn er også gode eksempler. Selv om disse køretøjer kan være nyttige til direkte beskydning, blev ingen af dem udviklet specifikt med tanke herpå.